# Дембовец (гмина, Подкарпатское воеводство)
Дембовец (пол. Dębowiec) — сельская гмина (волость) в Польше, входит как административная единица в Ясленский повет, Подкарпатское воеводство. Население — 8347 человек (на 2004 год).

## Демография
| Перепись                       | Всего   | Всего | Женщины | Женщины | Мужчины | Мужчины |
| ------------------------------ | ------- | ----- | ------- | ------- | ------- | ------- |
| Единицы                        | человек | %     | человек | %       | человек | %       |
| Население                      | 8347    | 100   | 4211    | 50,4    | 4136    | 49,6    |
| Плотность населения (чел./км²) | 97,3    | 97,3  | 49,1    | 49,1    | 48,2    | 48,2    |

## Сельские округа
1. Цеклин
2. Дембовец
3. Дулёмбка
4. Дзелец
5. Добрыня
6. Фолюш
7. Лазы-Дембовецке
8. Майсцова
9. Пагурек
10. Радость
11. Воля-Цеклиньска
12. Воля-Дембовецка
13. Зажече

## Соседние гмины
1. Гмина Ясло
2. Гмина Липинки
3. Гмина Новы-Жмигруд
4. Гмина Осек-Ясельски
5. Гмина Сенкова
6. Гмина Тарновец